# Balonggemek
Balonggemek is een bestuurslaag in het regentschap Jombang van de provincie Oost-Java, Indonesië. Balonggemek telt 2078 inwoners (volkstelling 2010).